# Peter Petráš
Peter Petráš (Vinohrady nad Váhom, 7 maggio 1979) è un calciatore slovacco, difensore dell'Horná Krupá.

## Carriera

### Club
Ha giocato per le tre squadre di Bratislava, in ordine cronologico nell'Inter, nell'Artmedia e nello Slovan, vincendo tre titoli nazionali durante la sua carriera professionistica. Nel gennaio 2006 il Saturn sborsa 425000 € per acquistare il cartellino del difensore slovacco.
Totalizza più di 300 incontri tra i professionisti, giocando anche nella massima divisione russa e in quella bulgara.

### Nazionale
Esordisce il primo marzo 2006 contro la Francia (1-2).

## Palmarès

### Club

#### Competizioni nazionali
- Campionato slovacco: 2

Inter Bratislava: 2000-2001
Slovan Bratislava: 2008-2009
- Coppa di Slovacchia: 1

Inter Bratislava: 2000-2001